# 久那斗ひろ
久那斗ひろ（くなどひろ）は、日本のプロデューサー。

## 来歴

### プロジェクト
- 東京インディペンデント映画祭 - プロデュース
- 東京神田神保町映画祭[1] - プロデュース
- 神保町コレクティブ - プロデュース
- ちよだロケーションサービスをつくる会／代表
- 神田組[2] - プロデュース／主宰

### 映画
- 藤井道人監督・光と血（2017年公開予定／長編映画） - プロデュース
- 渡邉聡監督・再会（2016年公開／短編映画）[3] - プロデュース
- 澤口明宏監督・ここから（2015年公開／短編映画） - 製作総指揮
- 澤口明宏監督・ちばものがたり（2015年公開／短編映画） - プロデュース

### 映像
- 澤口明宏監督・Love yourself / SHELL（2016年公開／ミュージックビデオ） - プロデュース
- 志摩健太郎監督・東京FREE STYLE／出演:輪入道、ACEほか（2014年公開／音楽作品） - プロデュース

### 音楽

#### シングル
Apani B / No Matter (Story 2 tell 収録) - プロデュース　　

#### 12インチ
Apani B / No Matter remix feat.DJ Hirakatsu - プロデュース

### その他
- 深田晃司演技ワークショップ[4] - プロデュース